# Monestir de la Trinitat
El Monestir de la Trinitat o també el Reial Monestir de la Santíssima Trinitat està situat a la vora del riu Túria al seu pas per la ciutat de València, l'Horta, al País Valencià. És el conjunt conventual més antic de la ciutat que resta habitat, i té gran importància històrica i artística, tant per l'art moble que conserva com per la seua arquitectura.
El va fundar la reina Maria de Castella, que hi està enterrada. També té importància cultural, perquè durant el segle d'or Isabel de Villena fou abadessa i Jaume Roig era el metge del convent.

## Història

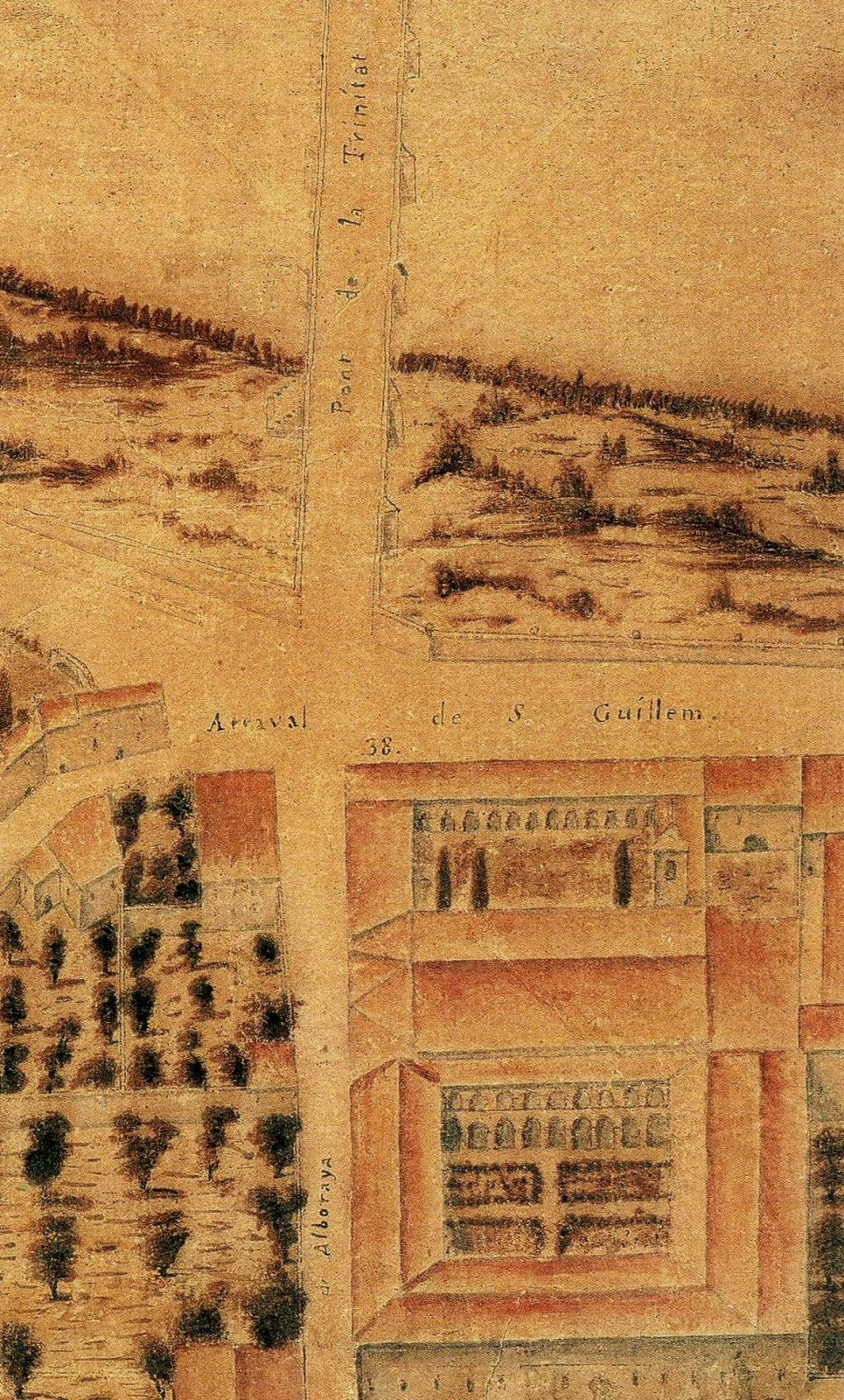
El monestir en el plànol de València del Tomàs Vicent Tosca de 1704

Els seus orígens més remots estan en l'antic convent trinitari establert al mateix solar de l'actual ja el 1265, que estava al càrrec d'un hospital sota l'advocació de Sant Guillem. En el mapa del 1704 de Vicent Tosca encara s'anomena a la zona com a Arraval de S. Guillem.
L'actual monestir té l'origen en el desig de la reina Maria de Castella de fundar un monestir de religioses clarisses, a les quals era molt devota. Aconseguí la supressió de l'anterior comunitat mitjançant butlles pontifícies dels anys 1443 i 1445, aquest emplaçament era privilegiat, ja que estava al costat dels jardins del Palau Reial on ella habitava. El 1445 la reina va dur a València la comunitat del convent de Santa Clara de Gandia i les allotjà provisionalment al convent preexistent mentre es projectava el nou. L'anterior convent era bastant més menut que l'actual, segons mostra un plànol de l'arxiu del monestir, i amb una distribució diferent. El solar on s'ubicaria el nou monestir s'amplià considerablement amb la compra dels horts veïns.
Finalment la nova construcció s'inicià el 9 de juliol de 1445 amb una cerimònia solemne, la mateixa reina posà la primera pedra i a sota deixà el seu anell. El bisbe de València va beneir l'obra, aquest, ja a Roma era el cardenal Alfons de Borja, futur Calixt III.
Les obres avançaren ràpidament, per l'ajut de la reina, que aconseguí del papa Eugeni IV indulgències per aquells que feren donacions. A l'extens llibre de benefactors del monestir hi figura gran part de la societat valenciana de l'època. Segons les cròniques del monestir el primer que es construí seria l'església i el sepulcre de la reina, segurament la permanència del rei Alfons a Nàpols dugué a Maria a construir-se el seu propi sepulcre.
La reina va morir l'any 1458 i se soterrà al monestir, segons el cronista Sales «quedó inperfecta la grande obra de la claustra». Amb Isabel de Villena com a abadessa (1463-1490) l'obra va rebre una nova embranzida, segons el Llibre des títols: es pavimentà l'església, es construïren els claustres i els dormitoris, la cuina, la bugaderia i el pòrtic anterior a l'església.
El viatger i humanista Jeroni Münzer en la seua visita a la ciutat el 1494 va dir del monestir: «Mai no vaig veure una església igual, per la quantitat de retaules i d'ornaments tan rics i tan magnífics amb què és decorada. Aquest espectacle provoca una gran admiració».
Durant els segles següents el monestir continuà sent un focus important en la vida religiosa i social de la ciutat. El beat Nicolau Factor era confessor de les monges des de 1539, fins ací hi arribaven les processons que organitzaven els Jurats en honor de l'Àngel Custodi, ací es venerava la Mare de Déu de la Sapiència, patrona de la universitat; del monestir eixiren grups per reformar o fundar altres convents a Terol, Barcelona (Pedralbes), Mallorca, Tortosa, Onda i Xàtiva. A inicis del segle xvii Maria de Corella feu una donació de valuoses obres d'art, més tard, entre 1695 i 1700 l'església, com la majoria de les de la ciutat, es va revestir amb una decoració barroca.
A principis del segle xix la Guerra del Francés inicia la decadència del cenobi. També la seua ubicació fora de les muralles i a la vora del riu ha afavorit el seu deteriorament, havent sofert bombardejos i saquejos durant les guerres, i riuades (fins a set s'han comptat). A més les polítiques desamortitzadores també l'afectaren llevant-li les seues rendes. La guerra civil del 1936 i la Riuada del 1957 ocasionaren greus perjudicis al convent.
En l'actualitat el convent segueix habitat per monges clarisses de clausura, motiu pel qual només és visitable l'església en horari de missa. Ha estat restaurat en gran part, sent possible la seua compra o ús pel proper Museu de Belles Arts de València.

## El monestir

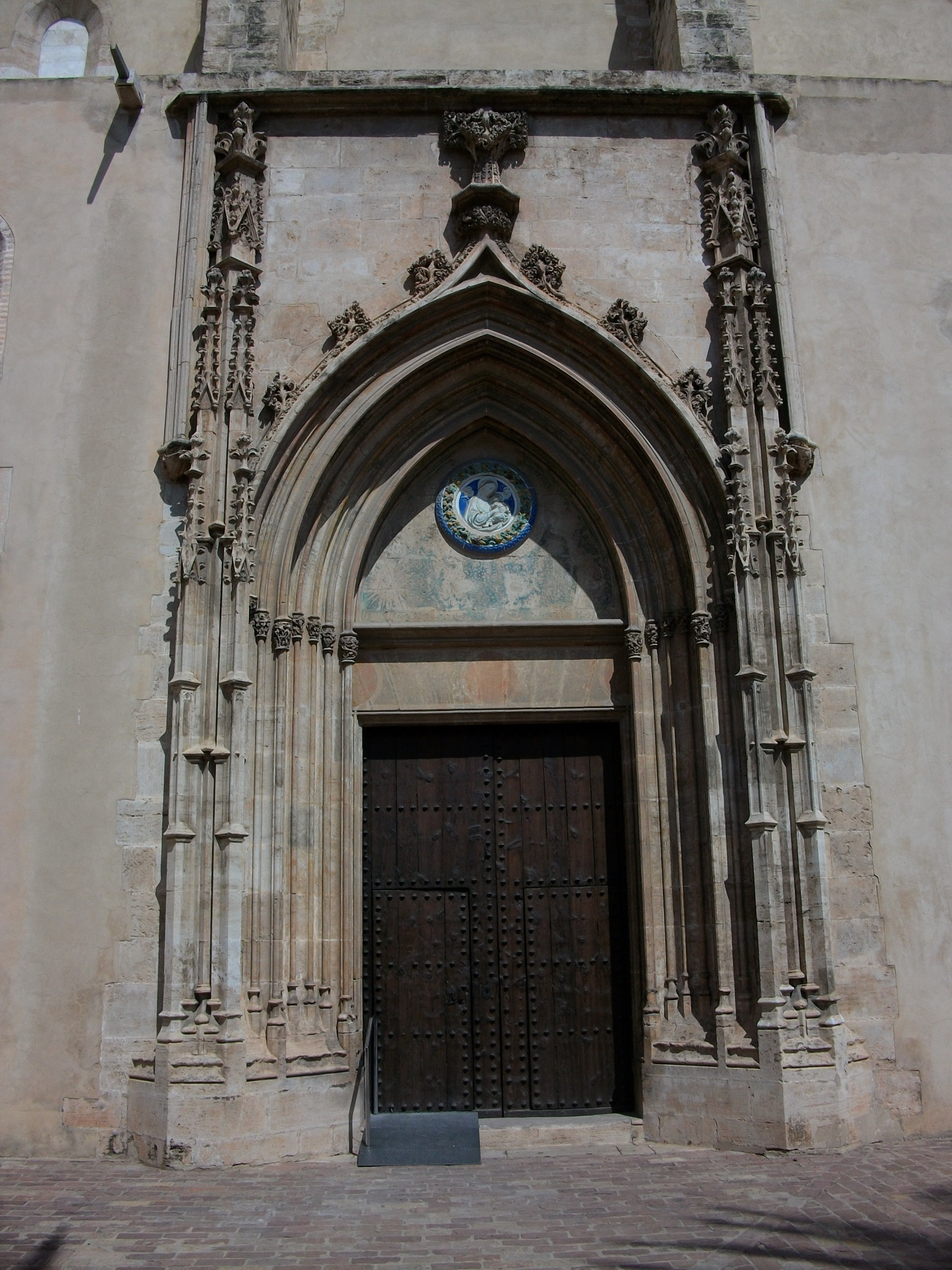
Portada de l'església

### Església
Se situa paral·lela a la galeria sud del claustre, amb la capçalera orientada al carrer d'Alboraia. Segueix el model del gòtic català de nau única, amb cinc trams, capelles entre els contraforts i la capçalera poligonal. Es cobreix amb voltes de creueria de pedra tallada. Les claus de volta, les mènsules i nervis conserven perfectament la policromia original. La clau de l'absis té una representació de la Trinitat, a partir de les claus, als nervis hi han dracs pintats amb les boques obertes.
Aquesta policromia s'ha conservat pel posterior recobriment barroc de voltes de canó amb llunetes fetes amb la tècnica de rajola de pla. La nova volta està situada més baixa que la gòtica, per això s'hi pot observar. També les voltes de les capelles laterals foren rebaixades per a permetre la cabuda d'una tribuna a la qual s'accedeix pel cor alt.

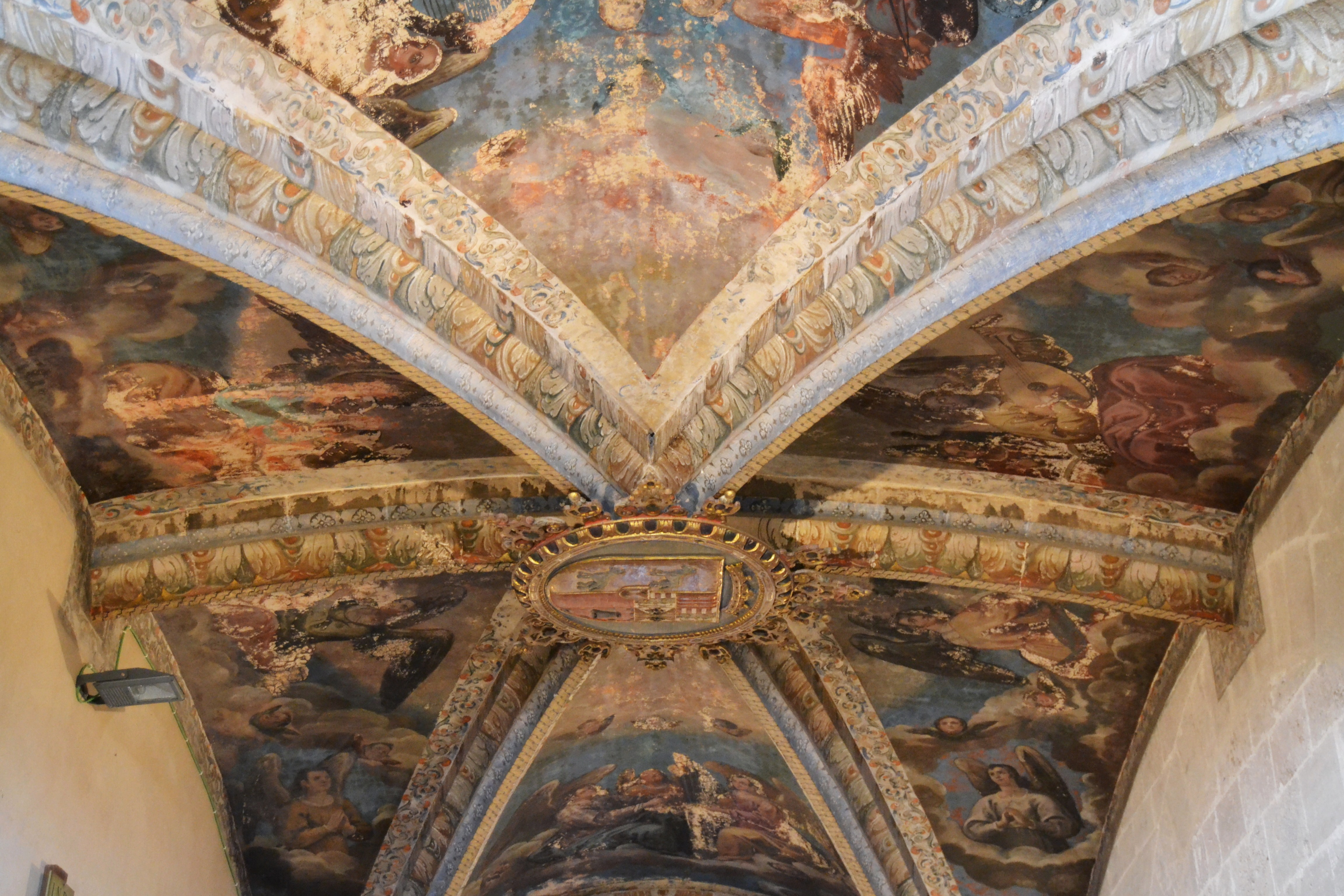
Volta del cor baix decorada amb frescos

La renovació barroca feta al final del segle xvii, 1695-1700, representaria l'últim estadi del decorativisme barroc del segle xvii, ja que fa un ús mesurat de la fullaraca i deixa parts del mur buides de decoració, només amb el blanc del guix. Destaca la finestra del cor, molt ornamentada, flanquejada per estípits que recorden als que realitzà Francisco Padilla a Sant Doménec.
El retaule és neoclàssic, posterior a la Guerra del Francés. Als dos trams finals dels peus de l'església se situen els dos cors, l'alt i el baix. El cor alt descansa sobre una volta de creueria recolzada sobre mènsules motllurades. Per estar els cors als peus de l'església, l'entrada al temple es fa des de la portada lateral, orientada al sud.
L'entrada al monestir es realitza pels accessos que donen al riu, després de travessar el pati, anteriorment un claustre, se situa la portada principal d'accés al temple. Aquesta es configura per pinacles que flanquegen nou arquivoltes que es recullen en un arc conopial amb cardines i rematat per un floró amb magolla, molt semblant a les portades de la Llotja de la mateixa ciutat. Al timpà de la porta hi ha un tondo de ceràmica (l'original es custodia al Museu de Ceràmica, aquest és una reproducció) atribuït per Tormo a Della Robbia, però actualment l'autoria recau al taller dels Buglioni.

### Claustre

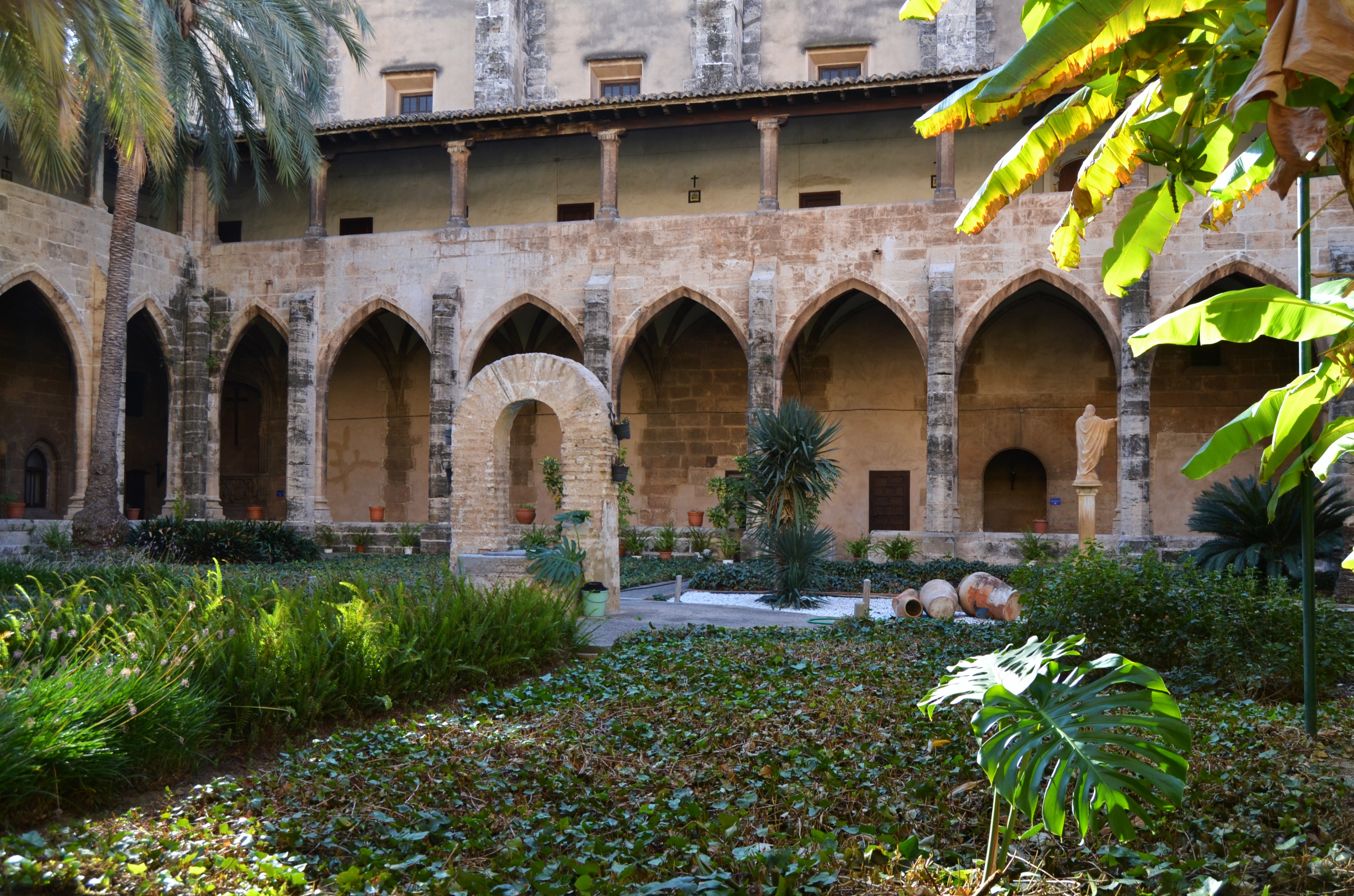
Claustre del monestir

El complex conventual s'organitza al voltant del claustre, aquest és de dos pisos i planta rectangular. Té huit arcades en el seu costat major i set en el menor. La galeria de baix està construïda de carreus d'excel·lent factura amb voltes de creueria simple de nervis de pedra que s'insereixen netament al mur sense cap mènsula o capitell. Els plements de les voltes deuen ser de rajola, per bé que estan emblanquinats. És un claustre desornamentat, proporcionat i elegant, a causa de certa influència cistercenca i a la perícia dels seus constructors.
El sepulcre de la reina Maria està ubicat a la galeria sud del claustre, a la part que correspon amb el costat de l'evangeli de la capçalera de l'església. Està compost per un arcosoli format per un arc conopial ornat amb cardines i flanquejat per pinacles, tot tallat finament. Dins d'un rectangle se situen tres medallons que exhibeixen tres escuts coronats amb les armes reials, i als extrems altres dos escuts sustentats per animals, que representen un lliri de tres tiges i una olla sobre un trespeus, que serien símbols de la Trinitat. Aquesta composició i els símbols estan agafats del revers del segell de plom de les butlles d'indulgència per a les obres del monestir. L'autor del segell, segons Mateu i Llopis, seria l'argenter Garcia Gomis, àlies Sorio. L'arcosoli segurament va allotjar un retaule, perdut actualment.

### Altres dependències

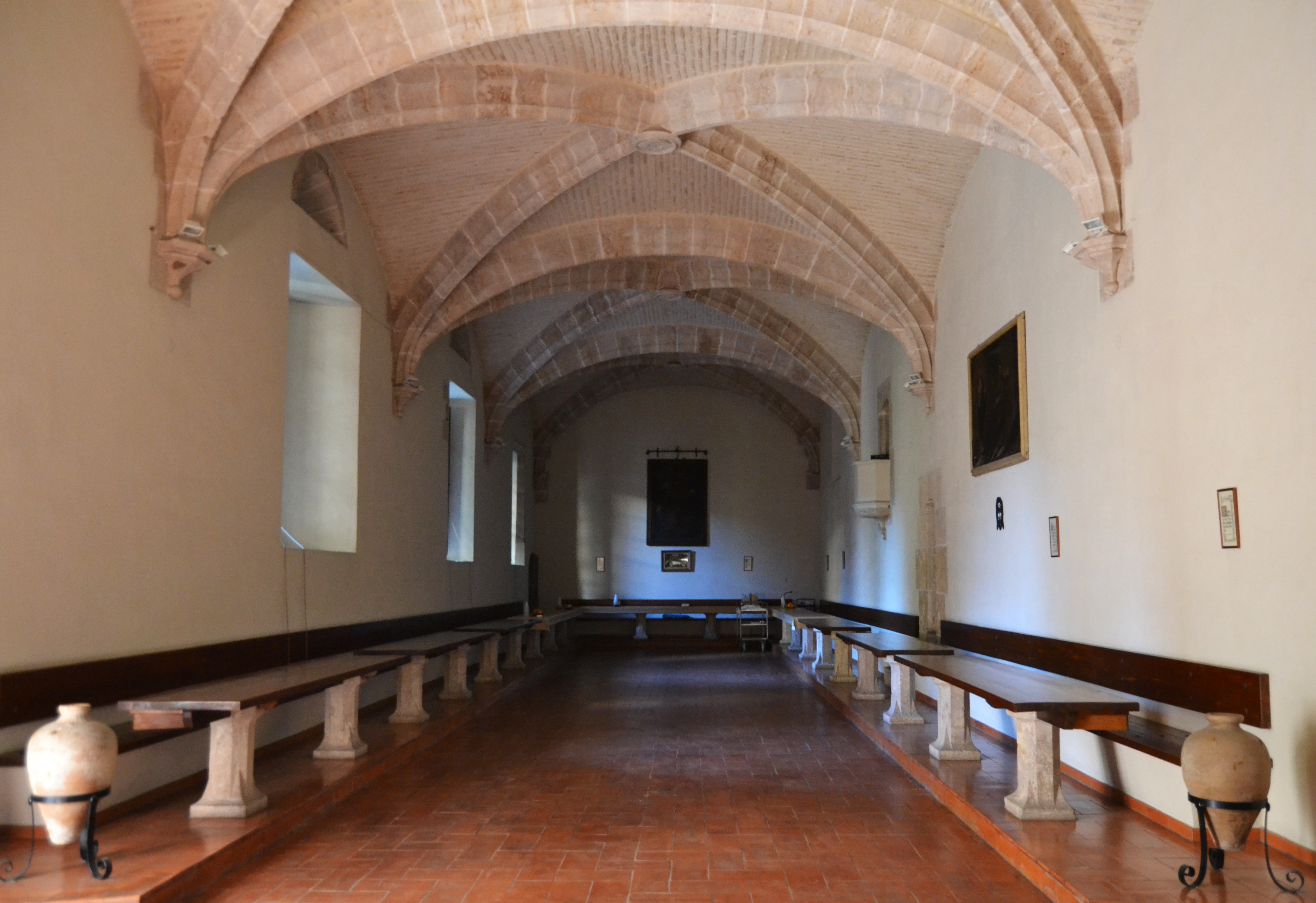
Refectori del monestir

La sala capitular té el seu accés a la galeria est del claustre. Aquest és un espai unitari, quadrat i cobert amb una volta de creueria simple molt rebaixada rematada amb una clau on està esculpida la cara de Crist. La plementeria és de rajola de pla i deixada vista, també molt rebaixada.
La galeria oest dona accés a la bugaderia, al refectori, a la cuina i al corredor per on s'accedeix als locutoris. Contràriament al que es podria pensar, aquestes dependències tenen un elevat interés arquitectònic. Per exemple l'accés a la bugaderia es fa travessant un arc de mig punt amb un biaix de seixanta graus.
A l'esquerra de la portada de l'església hi ha un altre pati amb amples arcs escarsers típics dels patis gòtics valencians, ací era on se situa l'entrada al monestir, molt reformada però. L'entrada dels carros es faria per aquest pati.
Les estances utilitzades com a sagristies també són de gran interés arquitectònic, sobretot la sobresagristia del costat de l'epístola, anomenada tribuna de la reina. Aquesta estança es cobreix amb una volta arestada que sembla de rajola, de cinc trams en forma de «v» i costats desiguals, fent ús de l'estereotomia més moderna.
El refectori és una sala rectangular de cinc crugies, voltes de creueria simple amb nervis de pedra que arrenquen de mènsules i plementeria de rajola a plec de llibre.
L'escala d'accés al claustre alt, a la galeria sud, és un exemple i una obra mestra respecte al que és l'art de tallar la pedra.

## Autoria

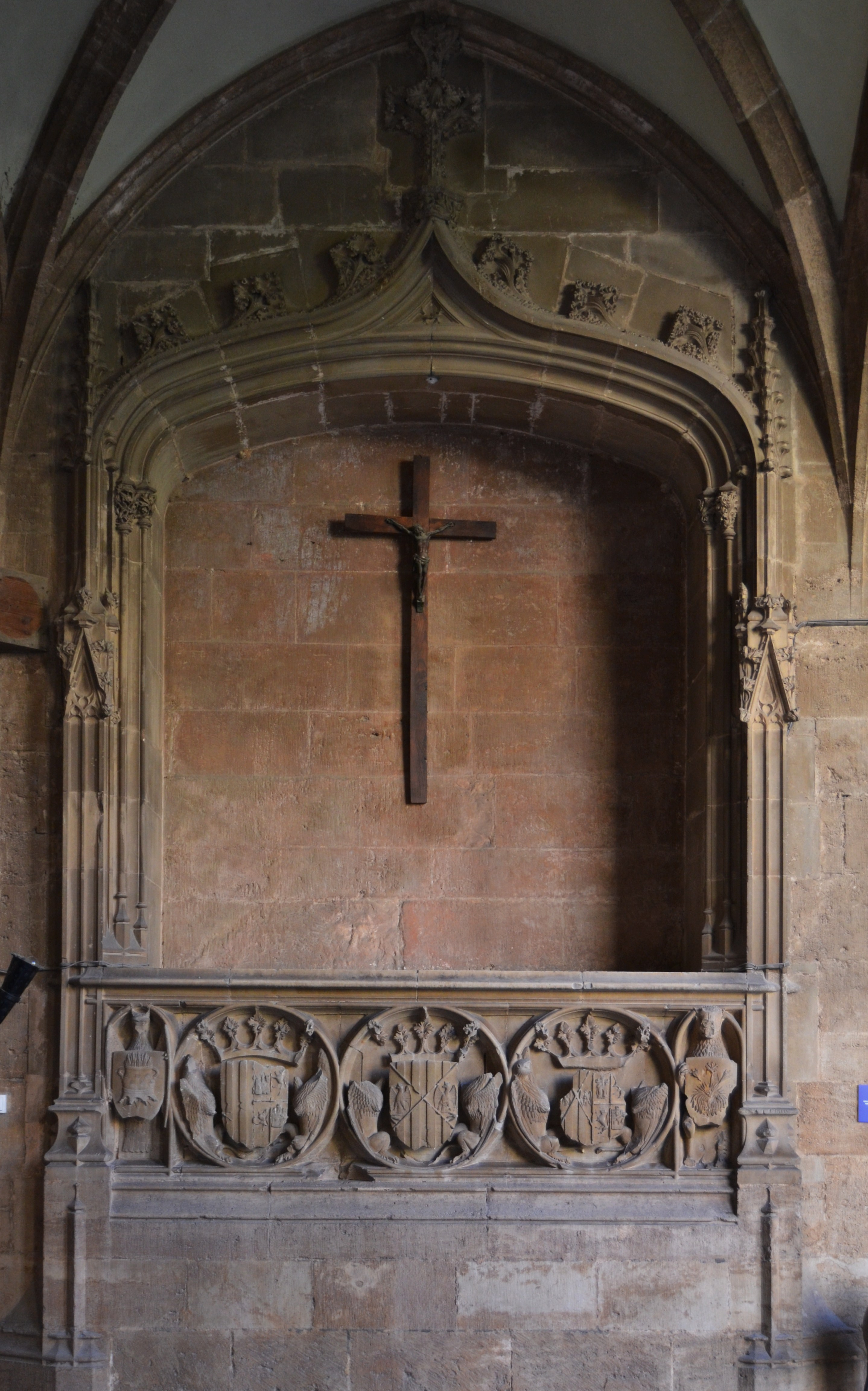
Tomba de Maria de Castella

El monestir de la Trinitat destaca per la seua experimentació tècnica i formal en la manera de construir, la qual suposa la transició d'una estereotomia gòtica a una ja renaixentista. Dels mestres que hi participaren en l'obra no es té documentació segura, però a partir de fonts indirectes es pot obtenir alguna informació. El Llibre de benefactors conté la primera referència al mestre d'obra i en el qual figuren les persones que hi contribuïren entre 1446 i 1449. Hi figuren moltes persones conegudes de l'època, en primer lloc està la reina Maria, també altres com «mossen Ausias Marc, Cavaller», o «Jacqme Roig», metge de la comunitat; finalment hi apareix «Nanthoni Dalmau, Pedrapiquer, MESTRE DE LA OBRA y Juanet fill del mestre de l'obra». A aquest mestre se li atribueix el retaule d'alabastre de la catedral actualment traslladat a la capella del Sant Calze i el projecte de remat de la torre del Micalet. Els huit anys que separen la mort de Dalmau i l'inici fa pensar que aquest va donar les traces generals, i potser iniciaria l'església i el refectori i també la tomba de la reina degué eixir de les mans d'aquest.
L'altra notícia indirecta sobre un mestre d'obres ve de la mà del Dietari del Capellà de Alfonos el Magànim, atribuït a Melcior Miralles. El capítol lxiii el dedica a Francesc Martínez Biulaygua, «De la bregua del mestre Biulaygua», on de passada diu que treballava al Monestir de la Trinitat. A més el qualifica de «molt sabut e sobtil mestre de vila» (elogi que només repeteix referint-se a Pere Compte i en menor grau) i indica que «fou hobrer de la ciutat, de la Seu, de la Trinitat de santa Clara, de Valdexpti, de Portaceli, de San Jeronim de la Verge Maria de la Murta e casi de totes les hobres de Valencia». Biulaygua hagué de comptar amb la col·laboració d'altres mestres experts que foren capaços de resoldre els complexos i innovadors problemes d'estereotomia de la pedra, com pogueren (per les solucions i les dates) ser mestres pedrapiquers del cercle de Francesc Baldomar o Pere Compte, sinó foren ells mateixos.

## Art moble
El monestir de la Trinitat encara conserva algunes mostres d'art moble, que serien: una taula de la Mare de Déu de la Vida, una icona sienesa; la Mare de Déu del Refugi, una altra icona d'origen bohemi del segle xv; i un crucifix d'ivori d'art hispano-filipí.